# Central (Louisiane)
Pour les articles homonymes, voir Central.
Central est une ville américaine située dans la paroisse de East Baton Rouge en Louisiane.

## Histoire
Central est incorporée en tant que « city » le 23 avril 2005. Le mouvement pour faire de Central une ville à part entière est notamment dû à la volonté de ses habitants de sortir du East Baton Rouge Parish School System et d'avoir leur propre district scolaire ; la législature de Louisiane refusant de créer un nouveau district pour une communauté non incorporée. Quelques années plus tard, le district scolaire de Central est l'un des meilleurs de l'État,.
De sa création à 2008, les services de la ville sont gérés par la paroisse de East Baton Rouge. Cette année-là, Central choisit de confier l'ensemble de ses services (travaux, urbanisme, finances, etc.) à une société privée CH2M Hill. Elle est la seule municipalité de l'État et l'une des rares du pays à privatiser tous ses services. En 2011, l'Institute for Building Technology and Safety — une association à but non lucratif — remporte le nouveau contrat de cinq ans,.

## Géographie
Central est située au nord-est de Baton Rouge, dans la paroisse de East Baton Rouge.
La municipalité s'étend sur 62,51 milles carrés (161,9 km2), dont 62,24 milles carrés (161,2 km2) de terres.

## Démographie
Selon le recensement de 2010, Central compte 26 864 habitants, soit 6 % de la population de la paroisse.
Les blancs non-hispaniques représentent alors 88,2 % des habitants (contre 47 % dans la paroisse et 60,3 % dans l'État). Central est ainsi, avec Zachary, l'une des deux seules villes à majorité blanche de la paroisse et tend politiquement vers les conservateurs.
La pauvreté touche 6,7 % de la population contre 18,5 % à l'échelle de la paroisse et 19,6 % à l'échelle de la Louisiane.